# Lac Michèle
Le lac Michèle est un lac de la Grande Terre des îles Kerguelen dans les Terres australes et antarctiques françaises (TAAF). Il est situé sur la péninsule Loranchet, au nord-ouest de l'archipel, à 110 mètres d'altitude.

## Géographie
Le lac mesure environ 3 km de long, et entre 300 et 700 mètres de large.

## Géologie
Le lac Michèle est entouré d'un empilement de coulées basaltiques qui se sont probablement formées il y a 28 ou 29 Ma. Cela n'en fait pas pour autant un site exceptionnel, car on retrouve ces basaltes de plateau sur une grande partie de l'archipel de Kerguelen.
En revanche, ce site présente un affleurement particulier qui se caractérise par la présence de xénolithes mantelliques d'une composition ultra-réfractaire, c'est-à-dire très appauvrie en éléments majeurs et en traces par rapport aux autres roches de Kerguelen. Il s'agit en grande partie de péridotites (la roche constituant le manteau terrestre) de type harzburgite à spinelle, qui sont donc majoritairement composées d'olivine, d'orthopyroxène et de spinelle. 
Outre leur composition ultra-réfractaire, ces xénolites présentent également des traces de circulations de fluides qui ont contribué à modifier la minéralogie et la composition chimique de ces roches. On distingue au moins deux formes d'interaction fluide-roche, l'une avec un fluide aqueux ayant conduit à un processus de serpentinisation, l'autre avec un magma riche en carbone. Ces traces de circulations de fluides ne sont clairement visibles que sur les gisements de xénolites mantelliques du lac Michèle et de la Table de l'Oiseau (situés à l'extrême nord de l'archipel), mais pas sur les autres gisements présents sur l'archipel.